# Chiesa della Madonna di Fatima (Milano)
La chiesa della Madonna di Fatima è un luogo di culto cattolico di Vigentino, quartiere di Milano, in città metropolitana ed arcidiocesi di Milano; fa parte del decanato di Vigentino.

## Storia
Al Vigentino, che era stato fino all'aggregazione del 1923 un tranquillo comune della cintura, a prevalente vocazione agricola, si erano insediate negli anni, grazie anche alla presenza della ferrovia e dello Scalo Romana, varie attività industriali e artigiane. Arrivò poi la guerra, e quando finì circa il 25% del patrimonio edilizio della città era distrutto o gravemente danneggiato. La ricostruzione postbellica e l'incremento di popolazione che ne seguì (nel 1961 la città, che contava nel 1934 1,11 milioni di abitanti, arrivò a 1,58 milioni) provocarono anche a Milano una urbanizzazione intensiva e disordinata, particolarmente intensa nel quadrante sud-est della città. Quando la chiesa dell'Assunta, che era stata il polo religioso storico del paese originario e poi del quartiere, venne giudicata insufficiente a gestire le esigenze dell'aumentata popolazione, fu costruita tra il 1955 e il '58, al servizio del nuovo quartiere di nord-ovest, la chiesa di Santa Maria Liberatrice.
Ma siccome si continuava a costruire verso sud (25.000 nuovi residenti previsti entro il 1963), e permanevano comunque nella zona cascine ancora attive e nuclei abitativi dispersi, l'amministrazione ecclesiastica stimò opportuno avviare la costruzione di una ulteriore nuova parrocchia. Fu così individuata l'area da edificare, nel nuovo quartiere Fatima in costruzione verso la fine di via Ripamonti oltre la chiesa dell'Assunta, al confine del Parco Agricolo Sud, e il 1º aprile 1961 fu posta la prima pietra della nuova chiesa intitolata alla Madonna di Fatima, consacrata dal cardinale arcivescovo Montini il 7 ottobre 1962.
La chiesa e le sue pertinenze sono un raro esempio di edilizia ecclesiastica programmata insieme all'urbanizzazione del quartiere, e anzi realizzata addirittura prima degli immobili residenziali. Il progetto iniziale era assai ampio e prevedeva, su un'area molto più vasta dell'attuale, oltre alla chiesa con i suoi uffici e annessi, un oratorio con campi gioco, salone cinema/teatro, palestra, piscina, una scuola e una casa di riposo per gli anziani. Radicalmente ridimensionato per problemi economici è attualmente ridotto alla sola chiesa con i principali ambienti di servizio.

## Descrizione
Come S. Maria Liberatrice, anche la chiesa dell'Assunta fu realizzata nell'ambito del piano urbanistico ideato dall'architetto Ezio Cerutti, tecnico progettista l'ingegnere Enrico Lenti. La disponibilità di spazio consentì la costruzione secondo il tradizionale orientamento equinoziale. 
Struttura in cemento armato su 12 pilastri a rappresentare i 12 apostoli, murature in mattone e pietra, superfici in cotto a vista. La chiesa non ha campanile, e il suono delle campane è elettronico, diffuso da altoparlanti sul tetto. 
La facciata preceduta da un portico è completamente vetrata e rende molto luminoso l'interno a navata unica, che per le caratteristiche costruttive e i materiali impiegati risulta anche particolarmente efficace per la sua acustica architettonica. Sulla cuspide in facciata si erge una scultura di Angelo Biancini che rappresenta la Madonna di Fatima con due angeli ai lati. Il battistero è esterno, come nelle chiese primitive. 
La parete absidale è interamente occupata da un grande mosaico di Augusto Ranocchi  che ha come tema centrale il Crocifisso e la Madonna alla sua destra